# Fernando Suárez del Canto
Fernando Suárez del Canto (Asturias, siglo XVI-1602) fue el Bachiller, provisor de la catedral de Oviedo durante dicha centuria.

## Biografía
Nacido en Asturias durante el siglo XVI, perteneciente a la familia de los Canto, su nombre completo sería Fernando Suárez de los Cabranes y del Canto. De hecho, si nos basamos en el libro del clérigo don Tirso de Avilés (1517-1599) podemos encontrar un apartado dedicado a dicha familia en el que no solo se muestra la descripción de la misma, sino el dibujo de las armas del linaje, y en el que textualmente se recoge "En este concejo, en el pueblo que llaman Siete, está la casa y solar de los Cabranes y del Canto. Pintan por armas dos cabras empinadas, con cinco veneras blancas, en campo roxo al pie de una pinera, alcanzando una de ellas una rama de la pineda." Falleció en 1602 y fue enterrado en la Iglesia de San Emeterio, en Sietes, que él mismo mandó construir en 1555, dejando su impronta gracias a la construcción de un templo de tipo Renacentista.